# Коњи (Рона)
Коњи (фр. Cogny) насеље је и општина у источној Француској у региону Рона-Алпи, у департману Рона која припада префектури Вилфранш сир Саон.
По подацима из 2011. године у општини је живело 1122 становника, а густина насељености је износила 192,45 становника/km². Општина се простире на површини од 5,83 km². Налази се на средњој надморској висини од 440 метара (максималној 780 m, а минималној 257 m).

## Демографија
| 1962. | 1968. | 1975. | 1982. | 1990. | 1999. | 2011. |
| ----- | ----- | ----- | ----- | ----- | ----- | ----- |
| 572   | 624   | 697   | 762   | 831   | 941   | 1.122 |

График промене броја становника у току последњих година